# Подврх (Севница)
Подврх (словен. Podvrh) је насељено место у општини Севница, Посавска регија, Словенија.

## Историја
До територијалне реорганизације у Словенији био је у саставу старе општине Севница.

## Становништво
У попису становништва из 2011. године, Подврх је имао 86 становника.
| Број становника према пописима | Број становника према пописима | Број становника према пописима |
| ------------------------------ | ------------------------------ | ------------------------------ |
| 1991                           | 2002                           | 2011                           |
| 91                             | 89                             | 86                             |